# Nomoto Yasutaka
Yasutaka Nomoto (sinh ngày 27 tháng 4 năm 1986) là một cầu thủ bóng đá người Nhật Bản.

## Sự nghiệp câu lạc bộ
Yasutaka Nomoto đã từng chơi cho FC Gifu, Arterivo Wakayama và Nara Club.